# Viscount Canterbury

Wappen der Viscounts Canterbury

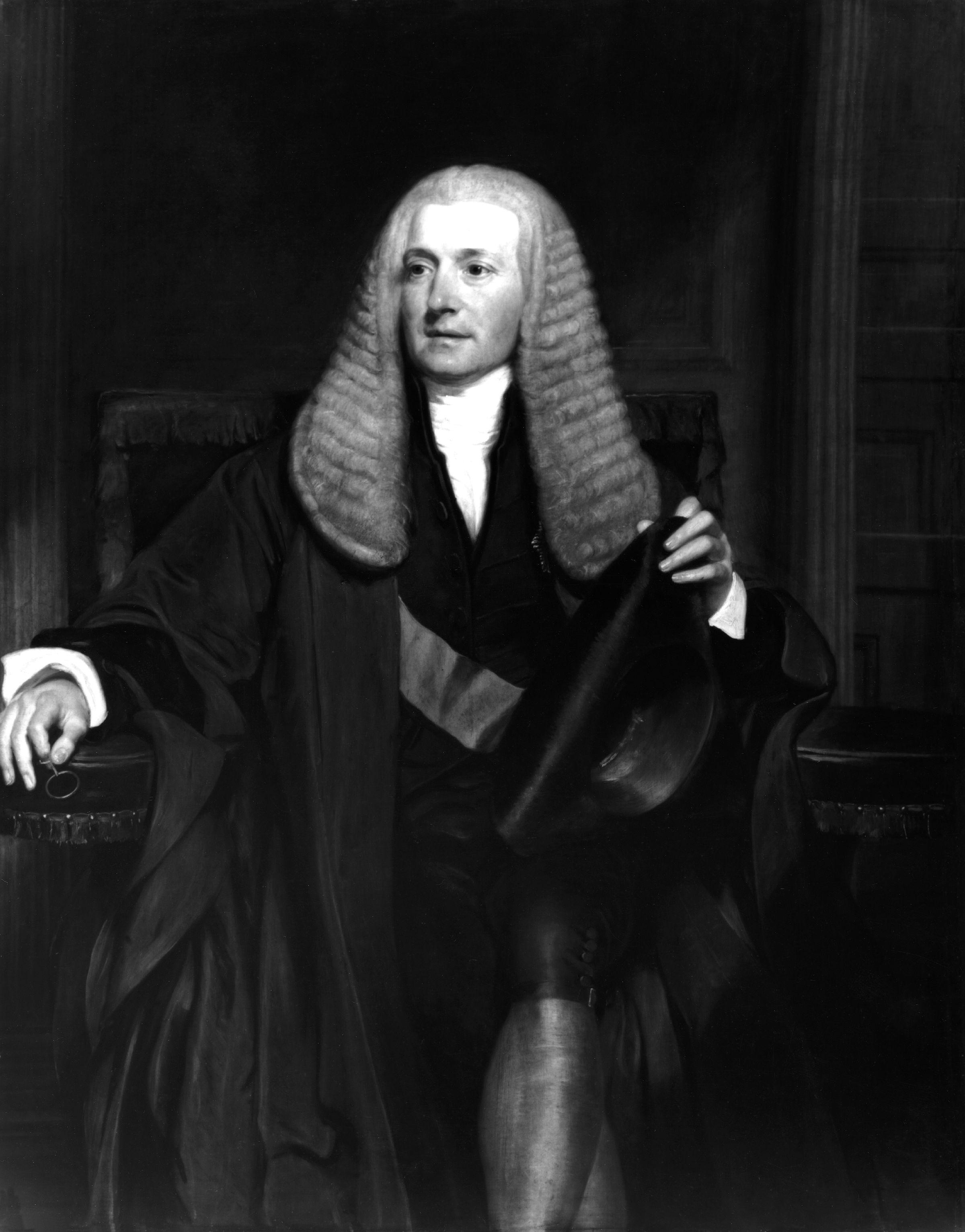
Charles Manners-Sutton, 1. Viscount Canterbury

Viscount Canterbury, of the City of Canterbury, war ein erblicher britischer Adelstitel in der Peerage of the United Kingdom.

## Verleihung und nachgeordnete Titel
Der Titel wurde am 10. März 1835 an Sir Charles Manners-Sutton verliehen, einen Politiker der Tories und ehemaligen Speaker des House of Commons. Zusammen mit der Viscountcy wurde ihm der nachgeordnete Titel Baron Bottesford, of Bottesford in the County of Leicester verliehen. Die Titel erloschen beim Tod des 6. Viscounts am 26. Februar 1941.

## Liste der Viscounts Canterbury (1835)
- Charles Manners-Sutton, 1. Viscount Canterbury (1780–1845)
- Charles Manners-Sutton, 2. Viscount Canterbury (1812–1869)
- John Manners-Sutton, 3. Viscount Canterbury (1814–1877)
- Henry Manners-Sutton, 4. Viscount Canterbury (1839–1914)
- Henry Manners-Sutton, 5. Viscount Canterbury (1879–1918)
- Charles Manners-Sutton, 6. Viscount Canterbury (1872–1941)